# Árpád-házi Anna bizánci császárné
Árpád-házi Anna (1260 körül – 1281), görögül: Άννα της Ουγγαρίας, magyar királyi hercegnő, bizánci (társ)császárné. Az Árpád-házból származott. Laszkarisz Mária magyar királyné és IV. Béla magyar király unokájaként I. (Laszkarisz) Theodórosz nikeai (bizánci) császár és Angelosz Anna bizánci császári hercegnő dédunokája. Palaiologosz Eudokia trapezunti császárné sógornője volt

## Élete
Édesapja V. István magyar király, édesanyja Erzsébet kun hercegnő. 
Laszkarisz Mária magyar királyné és IV. Béla magyar király unokájaként I. (Laszkarisz) Theodórosz nikeai (bizánci) császár és Angelosz Anna bizánci császári hercegnő dédunokája, akinek a révén III. Alexiosz bizánci császár ükunokája volt.
1274-ben 14 éves kora körül feleségül ment II. (Palaiologosz) Andronikosz bizánci társcsászárhoz, akit még az apja, VIII. Mihály 1261-ben társcsászárává tett, és 1272-ben császárrá koronáztatott Konstantinápolyban, így Anna automatikusan császárnéi címet viselt az anyósa, Vatatzész Teodóra mellett. Anna és II. Andronikosz házassága azért volt fontos, mert Anna I. (Laszkarisz) Theodórosz nikeai (bizánci) császár dédunokájaként a Laszkarisz-ház örököse volt, és így Anna apósa, a IV. (Laszkarisz) János császár társuralkodójaként az ifjú IV. Jánost trónfosztó és kasztráló VIII. Mihály a Laszkarisz-házat kapcsolta egybe a Palaiologosz-házzal.
Anna valószínűleg gyermekszülés következtében vesztette életét 1281-ben.

## Gyermekei
- Férjétől, II. (Palaiologosz) Andronikosz (1259–1332) bizánci (társ)császártól, 2 fiú:
  - Mihály (1277–1320), IX. Mihály néven 1281-től bizánci társcsászár, felesége Szaven-Pahlavuni Mária (Rita)(1278/79–1333), II. Leó örmény király és Küra Anna lamproni úrnő lánya:
  - Konstantin (1278/81–1334/35) despota, 1. felesége Eudokia Muzalon, nem születtek gyermekei, 2. felesége Neokaiszareitesz Eudokia, 1 leány+1 természetes fiú